# Alexandros Mavrokordatos (Dragoman)

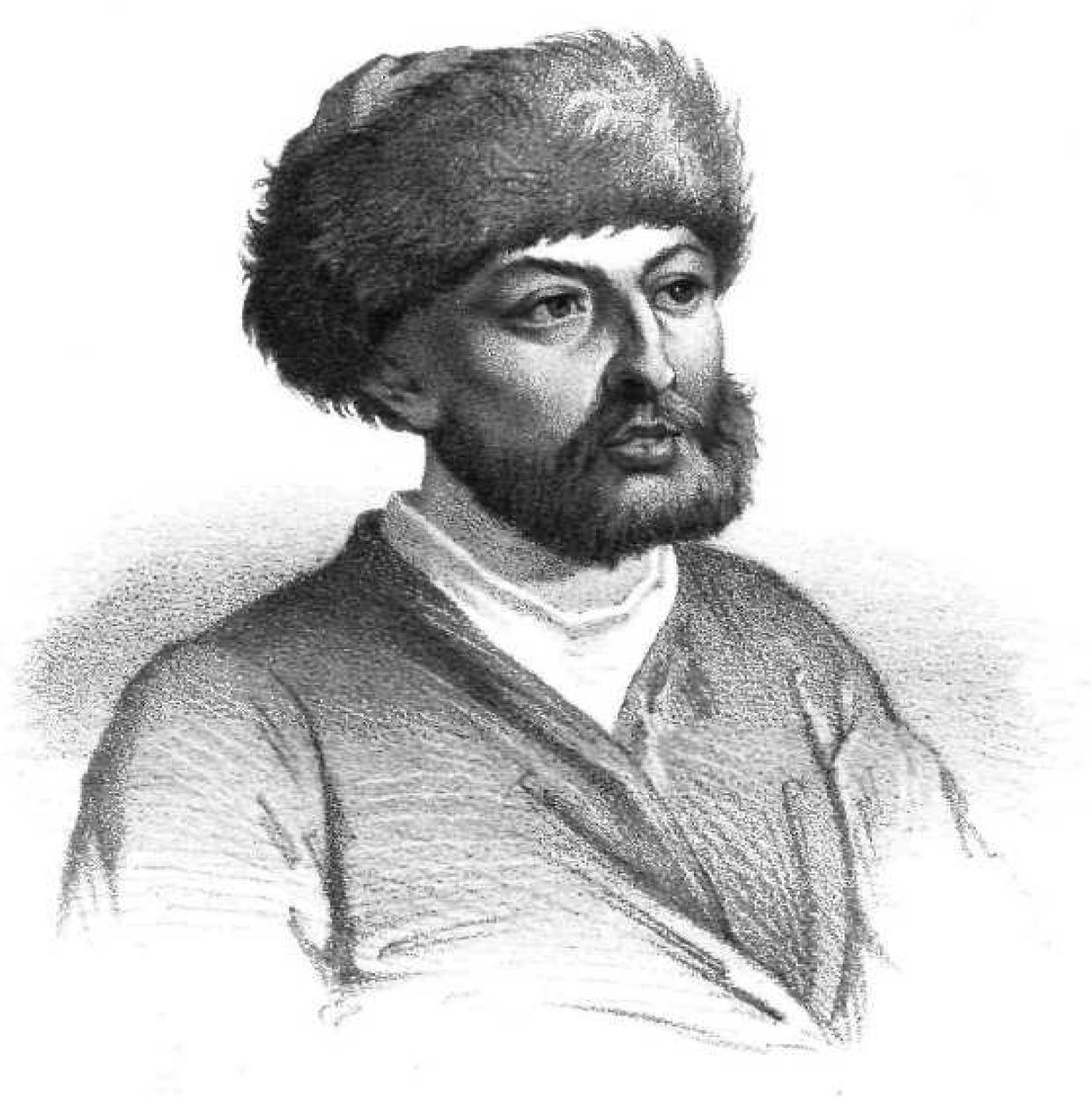
Illustration von 1854

Alexandros Mavrokordatos (auch Alexander Maurokordatos, griechisch Ἀλέξανδρος Μαυροκορδάτος, * 1641; † 23. Dezember 1709) war als Dragoman um 1700 einer der wichtigsten Politiker im Osmanischen Reich. 
Alexandros Mavrokordatos entstammte der Phanariotenfamilie Mavrokordatos. Sein Vater Nikolaos stammte aus Chios, siedelte aber nach Konstantinopel über. Seine Mutter war Loxandra Skarlatou (gelegentlich auch Roxandra oder Roxane), Tochter eines reichen Konstantinopoliter Kaufmanns. Alexandros Mavrokordatos verließ das Osmanenreich und studierte Philosophie, Theologie und Medizin in Rom, Padua und in Bologna, wo er Anfang der 1660er-Jahre promoviert wurde. In seiner 1664 erschienenen Dissertation bestätigte er die 1628 von William Harvey aufgestellte Theorie des Blutkreislaufs. Nach seiner Rückkehr nach Konstantinopel lehrte Mavrokordatos an der Schule des griechisch-orthodoxen Patriarchats und war Leibarzt mehrerer vornehmer türkischer Familien. 1689 wurde er in die Deutsche Akademie der Naturforscher Leopoldina aufgenommen. Sein akademischer Beiname lautete Alexander Magnus.
Dank seiner umfassenden Sprachkenntnisse stieg er 1673 zum obersten Dragoman (Dolmetscher) auf – damals eine höchst einflussreiche Stellung; im selben Jahr wurde er zum Großlogotheten ernannt, der zwischen dem Patriarchat und der osmanischen Regierung vermittelte. Durch diese beiden Ämter erlangte er großen Einfluss auf die osmanische Außenpolitik.
Nach der Niederlage der Osmanen bei der Zweiten Belagerung Wiens wurde er seiner Ämter enthoben und zum Tode verurteilt, jedoch nach einem Jahr Haft wieder freigelassen und rehabilitiert. Nach einer Mission im Auftrag des Sultans bei Kaiser Leopold I. war er maßgeblich an der Ausgestaltung des Friedens von Karlowitz beteiligt, den er 1699 für die osmanische Seite unterzeichnete. Er starb am 23. Dezember 1709.
Aus der 1670 geschlossenen Ehe Mavrokordatos’ mit der ebenfalls aus einer Phanariotenfamilie stammenden Sultana Chrysoskoulaiou gingen die Söhne Nikolaos (später Fürst der Moldau und der Walachei) sowie Johannes hervor.